# Onthophagus gradivus
Onthophagus gradivus là một loài bọ cánh cứng trong họ Bọ hung (Scarabaeidae).